# Chaluha velká
Chaluha velká (Stercorarius skua) je největším evropským druhem chaluhy; od ostatních evropských druhů se mimo jiné liší absencí sezónní variability opeření.

## Popis
Dospělí ptáci jsou tmavohnědí, často s tmavší čepičkou (čelo a temeno) a výrazně bílými kořeny ručních letek, které tvoří v letu v křídlech nápadná bílá pole. Mladí ptáci jsou podobně zbarveni, bez výrazně tmavšího čela a temene.

## Rozšíření
Chaluha velká hnízdí pouze v oblasti severního Atlantského oceánu na Islandu, Faerských ostrovech, Shetlandách, Orknejích a pobřeží severního Skotska. V posledních letech zahnízdily také na Špicberkách a v severním Norsku. Po vyhnízdění se většina ptáků přesunuje do jižnějších oblastí Atlantiku od Biskajského zálivu po západní Afriku, zčásti do západního Středomoří a výjimečně na západ po pobřeží Ameriky. Vzácně zaletuje do vnitrozemí včetně České republiky, kde byla zjištěna patnáctkrát.

## Odkazy

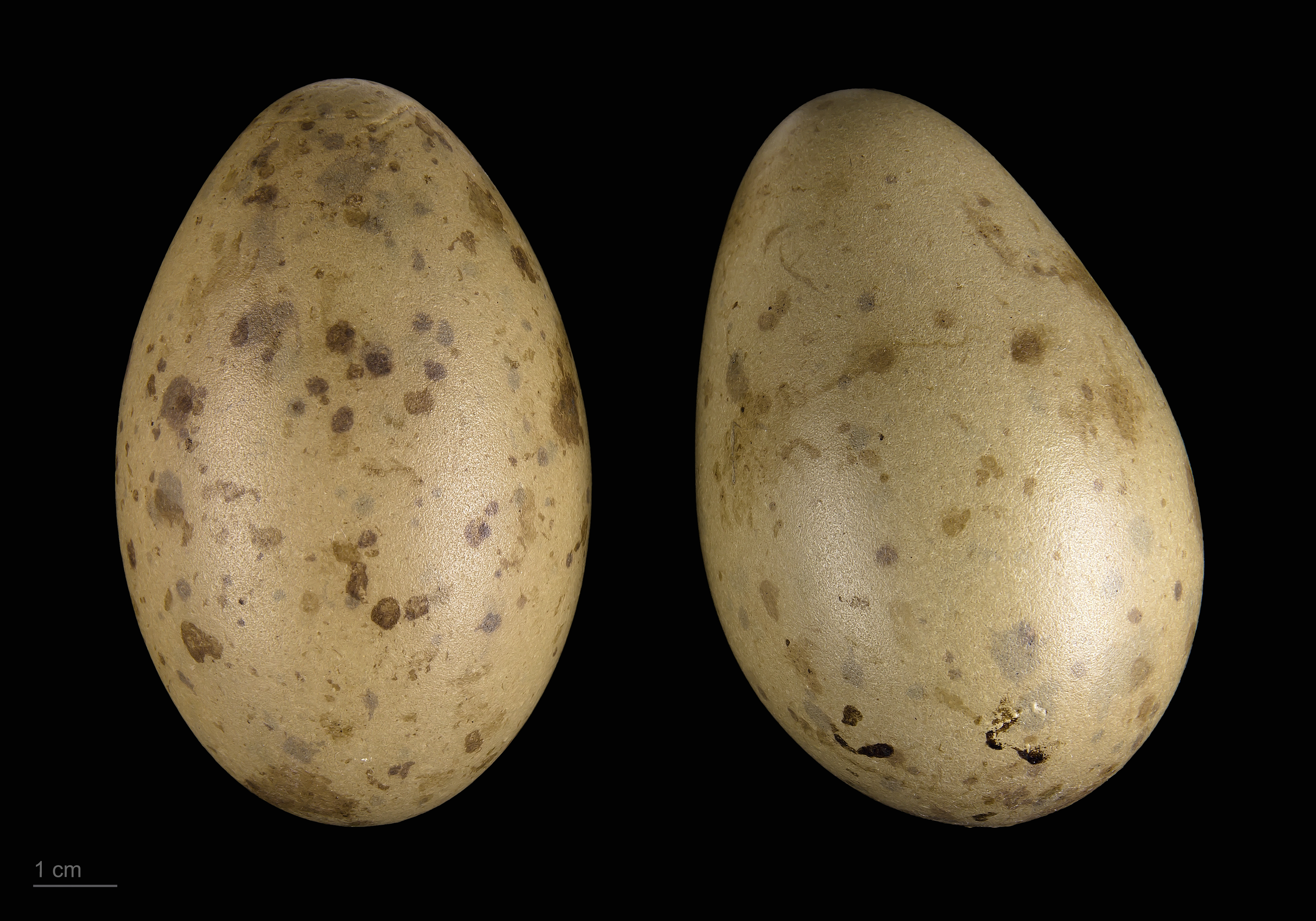
Stercorarius skua